# Делибаша
Делибаша је у османлијској војсци био четовођа, заповједник одреда нерегуларне лаке коњице или заповједник тјелесне гарде санџак-бега, беглербега или везира, образоване од делија.
Ова реч потиче од две турске речи:
- Дели - што на турском значи луд, необуздан и
- Баша - „бас“ (baş) што значи глава, поглавар, вођа, командант.

Од ове речи је настало презиме Делибашић.